# Tostebergakusten
Tostebergakusten este o arie protejată (arie specială de conservare — SAC, sit de importanță comunitară — SCI) din Suedia întinsă pe o suprafață de 1.585,7 ha, integral pe uscat.

## Localizare
Centrul sitului Tostebergakusten este situat la coordonatele 55°59′45″N 14°26′39″E / 55.9958°N 14.4442°E.

## Înființare
Situl Tostebergakusten a fost declarat sit de importanță comunitară în iulie 2000 pentru a proteja 1 specie de plante. Situl a fost protejat și ca arie specială de conservare în martie 2011.

## Biodiversitate
Situată în ecoregiunile continentală și marină baltică, aria protejată conține 13 habitate naturale: Pajiști uscate europene, Dune de coastă fixe cu vegetație erbacee („dune gri”), Terase mlăștinoase și terase nisipoase neacoperite de apă la reflux, Pășuni de coastă din Baltica boreală, Mlaștini alcaline, Golfuri mici largi și golfuri puțin adânci, Pajiști uscate seminaturale și facies de acoperire cu tufișuri pe substraturi calcaroase (Festuco-Brometalia) (* situri importante pentru orhidee), Recifuri, Pășuni atlantice udate de apa mării (Glauco-Puccinellietalia maritimae), Bancuri de nisip acoperite în permanență slab de apă marină, Pajiști cu Molinia pe soluri calcaroase, turboase sau argilos-nămoloase (Molinion caeruleae), Insulițe și insule mici din Baltica boreală, Pajiști fino-scandinave uscate până la mezice, bogate în specii de altitudine mică.
La baza desemnării sitului se află o specie protejată de  plante: Dianthus arenarius subsp. arenarius.